# 小浦ランプ
小浦ランプ（こうらランプ）は広島県三原市西宮二丁目の国道2号三原バイパス上にあるランプである。

## 道路
- 国道2号三原バイパス

## 接続道路
- 三原市道

## 沿革
- 1999年（平成11年）3月21日 : 中之町ランプ - 頼兼町ランプ間開通と同時に供用を開始する。

## 周辺の地理
- 三原市立西小学校

## 隣
三原バイパス
恵下谷ランプ - 小浦ランプ - 頼兼町ランプ

## 備考
- 名称は三原市西宮町の小字から採られている。
- 出入口はずれていて、下り線（広島方面）が西側の西宮トンネル手前、上り線（福山方面）が東側の八坂トンネル手前にそれぞれ存在する。
- 大型車は接続道路が狭いためこのランプでの流出入は禁じられている（標識あり）。